# UEFA Champions League kvalifikationsfase og playoffrunde 2013-14
UEFA Champions League kvalifikationsfase og playoffrunde 2013-14 finder ti af de 32 hold der skal spille i gruppespillet.
Alle tider er i CEST (UTC+2).

## Hold
Der er to veje, hvori holdene er inddelt under kvalifikationen:
- Mestervejen, der inkluderer alle mesterhold, der ikke er automatisk kvalificeret til gruppespillet.
- Ligavejen (også kaldet Ikke-mester vejen eller Bedst placeret-vejen), der inkluderer alle ikke mesterhold der ikke automatisk kvalificerer sig automatisk til gruppespillet.

En total på 54 hold (39 i mestervejen, 15 i ligavejen) er involveret i kvalifikationsfasen og playoff-runde. De ti vindere af playoff-runde (fem i hver inddeling) går videre til gruppespillet, sammen med de 22 automatisk kvalificerede. De 15 tabere af tredje kvalifikationsrunde går ind i Europa League Playoff-runden, og de ti tabere af playoff-runden træder ind i Europa League gruppespillet.
Nedenfor er de deltagende hold (med deres UEFA Klub Koefficienter fra 2013)
Below are the participating teams (with their 2013 UEFA club coefficients), grupperet efter den runde de starter i.
| Key to colours                                                                  |
| ------------------------------------------------------------------------------- |
| Vinderne af playoff-runden avancerer til gruppespillet                          |
| Taberne af playoff-runden træder ind i Europa League gruppespillet              |
| Taberne af tredje kvalifikationsrunde træder ind i Europa League Playoff-runden |
| Alle andre hold er elimineret                                                   |

| Hold              | Coeff     |
| Ligavejen         | Ligavejen |
| ----------------- | --------- |
| Arsenal           | 113.592   |
| Milan             | 93.829    |
| Schalke 04        | 84.922    |
| Real Sociedad     | 17.605    |
| Paços de Ferreira | 12.833    |

| Hold                   | Coeff       |
| Mestervejen            | Mestervejen |
| ---------------------- | ----------- |
| Basel                  | 59.785      |
| APOEL                  | 35.366      |
| Austria Wien           | 16.575      |
| Ligavejen              |             |
| Lyon                   | 95.800      |
| Zenit Sankt Petersborg | 70.766      |
| PSV Eindhoven          | 64.945      |
| Metalist Kharkiv[*]    | 62.451      |
| Fenerbahçe[**]         | 46.400      |
| PAOK[*]                | 28.800      |
| Red Bull Salzburg      | 28.075      |
| Nordsjælland           | 12.640      |
| Grasshopper            | 7.285       |
| Zulte Waregem          | 6.880       |

| Hold               | Coeff       |
| Mestervejen        | Mestervejen |
| ------------------ | ----------- |
| BATE Borisov       | 39.175      |
| Celtic             | 37.538      |
| Steaua București   | 35.604      |
| Viktoria Plzeň     | 28.745      |
| Dinamo Zagreb      | 25.916      |
| Partizan           | 17.425      |
| Legia Warszawa     | 13.650      |
| Sheriff Tiraspol   | 11.533      |
| Maribor            | 9.941       |
| Slovan Bratislava  | 8.341       |
| Elfsborg           | 8.125       |
| Maccabi Tel Aviv   | 8.075       |
| Molde              | 7.835       |
| HJK                | 6.701       |
| Ekranas            | 6.300       |
| Neftchi Baku       | 5.708       |
| Dinamo Tbilisi     | 5.333       |
| Željezničar        | 4.566       |
| FH                 | 4.083       |
| Győr               | 3.850       |
| The New Saints     | 3.766       |
| Ludogorets Razgrad | 3.450       |
| Sligo Rovers       | 3.225       |
| Shakhter Karagandy | 2.941       |
| Skënderbeu Korçë   | 2.833       |
| Birkirkara         | 2.541       |
| Cliftonville       | 2.116       |
| Vardar             | 2.050       |
| Daugava Daugavpils | 1.658       |
| Sutjeska Nikšić    | 1.300       |
| Nõmme Kalju        | 1.191       |
| Fola Esch          | 0.925       |

| Hold        | Coeff       |
| Mestervejen | Mestervejen |
| ----------- | ----------- |
| EB/Streymur | 2.316       |
| Tre Penne   | 1.383       |
| Lusitanos   | 1.100       |
| Shirak      | 0.850       |

Noter
1. * Den 14. August 2013 blev Metalist Kharkov diskvalificeret fra UEFA klubturneringer i 2013-14 på grund af tidligere matchfixing.[4]  UEFA besluttede at erstatte Metalist Kharkov I Champions League playoff-runden med PAOK, der blev elimineret af Metalist Kharkov i tredje kvalifikationsrunde.[5] Metalist lavede to hurtige anmodninger til Court of Arbitration for Sport for midlertidigt at blive genindsat i turneringen indtil en endelig beslutning forelå, men begge anmodninger blev afvist.[6][7][8][9][10][11] Den 28. August 2013 stadfæstede CAS den diskvalificering UEFA havde givet.[12][13]
2. ** Den 25. juni 2013 blev Fenerbahçe diskvalificeret af UEFA fra alle UEFA klub-turneringer i 2013-14, på grund af tidligere match fixing.[14][15][16] De appellerede straffen til Court of Arbitration for Sport, og det 18. juli blev det besluttet af diskvalificeringen skulle fjernes midlertidigt, og at de skulle være med i kvalifikationsrunden til Champions League, indtil den endelige beslutning forelå i slutningen af august 2013.[17][18][19] Fenerbahçe konkurrerede i kvalifikationsrunderne og blev slået ud i playoff-runden. Den 28. august stadfæstede CAS den diskvalificering UEFA havde lavet, hvilket betød af Fenerbahçe blev diskvalificeret fra UEFA Europa League 2013-14.[12][13]

## Første kvalifikationsrunde

### Seedning
Fire hold spiller i den første kvalifikationsrunde. Lodtrækningen fandt sted den 24. juni 2013.
| Seedet                | Useedet          |
| --------------------- | ---------------- |
| EB/Streymur Tre Penne | Lusitanos Shirak |

### Kampe
Den første kamp blev spillet den 2. juli og returkampen blev spillet den 9. juli 2013.
| Hold 1    | Samlet | Hold 2      | 1. kamp | 2. kamp |
| --------- | ------ | ----------- | ------- | ------- |
| Shirak    | 3-1    | Tre Penne   | 3–0     | 0-1     |
| Lusitanos | 3-7    | EB/Streymur | 2–2     | 1-5     |

#### Første kamp
| 2. juli 2013 15:00 |

| Shirak               | 3–0     | Tre Penne |
| -------------------- | ------- | --------- |
| Fofana 36', 55', 64' | Rapport |           |

| Gyumri City Stadium, Gyumri Tilskuere: 2.600 Dommer: Alexandr Aliyev (Kasakhstan) |

| 2. juli 2013 19:30 |

| Lusitanos                | 2–2     | EB/Streymur                          |
| ------------------------ | ------- | ------------------------------------ |
| Martínez 24' (str.), 29' | Rapport | A. Hansen 67' · Hanssen 69' (str.) · |

| Estadi Comunal, Andorra la Vella Tilskuere: 750 Dommer: Damir Batinić (Kroatien) |

#### Returkamp
| 9. juli 2013 20:00 |

| EB/Streymur                                                        | 5 - 1   | Lusitanos      |
| ------------------------------------------------------------------ | ------- | -------------- |
| A. Hansen 3' · Hanssen 38', 85' · Zachariasen 72' · Niclasen 90+3' | Rapport | Dos Reis 66' · |

| Tórsvøllur, Tórshavn Tilskuere: 1.200 Dommer: Raymond Crangle (Nordirland) |

| 9. juli 2013 21:00 |

| Tre Penne      | 1 - 0   | Shirak |
| -------------- | ------- | ------ |
| Kyere 2' (sm.) | Rapport |        |

| Stadio Olimpico, Serravalle Tilskuere: 453 Dommer: Laurent Kopriwa (Luxembourg) |

## Anden kvalifikationsrunde

### Seedning
Fireogtredive hold spiller i anden kvalifikationsrunde; 32 holder der træder ind i turneringen på dette stadie, og de to vindere fra første kvalifikationsrunde. Lodtrækning fandt sted den 24. juni 2013.
| Gruppe 1                                                              | Gruppe 1                                                       | Gruppe 2                                         | Gruppe 2                                                                   | Gruppe 3                                                                              | Gruppe 3                                                                  |
| Seedet                                                                | Useedet                                                        | Seedet                                           | Useedet                                                                    | Seedet                                                                                | Useedet                                                                   |
| --------------------------------------------------------------------- | -------------------------------------------------------------- | ------------------------------------------------ | -------------------------------------------------------------------------- | ------------------------------------------------------------------------------------- | ------------------------------------------------------------------------- |
| Steaua București Viktoria Plzeň Sheriff Tiraspol Maribor Neftchi Baku | Željezničar Skënderbeu Korçë Birkirkara Vardar Sutjeska Nikšić | Celtic Legia Warszawa Elfsborg Molde HJK Ekranas | FH The New Saints Sligo Rovers Cliftonville Daugava Daugavpils Nõmme Kalju | BATE Borisov Dinamo Zagreb Partizan Slovan Bratislava Maccabi Tel Aviv Dinamo Tbilisi | Győr Ludogorets Razgrad Shakhter Karagandy EB/Streymur† Shirak† Fola Esch |

Noter
- † Vinderne af den første kvalifikationsrunde, som ikke var kendt på tidspunktet for lodtrækningen. Hold i kursiv slog et hold med højere seedning i forrige kvalifikationsrunde.

### Kampe
Den første kamp finder sted den 16. og 17. juli, mens returkampene finder sted den 23. og 24. juli 2013.
| Hold 1            | Samlet | Hold 2             | 1. kamp | 2. kamp    |
| ----------------- | ------ | ------------------ | ------- | ---------- |
| Neftci Baku       | 1      | Skënderbeu Korçë   | 0-0     | 23. jul    |
| Steaua București  | 2      | Vardar             | 3-0     | 23. jul    |
| Viktoria Plzeň    | 3      | Željezničar        | 4-3     | 23. jul    |
| Sheriff Tiraspol  | 4      | Sutjeska Nikšić    | 1-1     | 23. jul    |
| Birkirkara        | 5      | Maribor            | 0-0     | 24. jul    |
| Sligo Rovers      | 6      | Molde              | 0-1     | 23. jul    |
| Elfsborg          | 7      | Daugava Daugavpils | 7-1     | 23. jul    |
| HJK               | 8      | Nõmme Kalju        | 0-0     | 23. jul    |
| Ekranas           | 9      | FH                 | 0-1     | 23. jul    |
| The New Saints    | 10     | Legia Warszawa     | 1-3     | 24. jul    |
| Cliftonville      | 111    | Celtic             | 0-3     | 23. jul    |
| Fola Esch         | 121    | Dinamo Zagreb      | 0-5     | 23. jul    |
| Győr              | 13     | Maccabi Tel Aviv   | 0-2     | 23. jul    |
| BATE Borisov      | 14     | Shakhter Karagandy | 0-1     | 23–24. jul |
| Shirak            | 15     | Partizan           | 1-1     | 23–24. jul |
| Slovan Bratislava | 16     | Ludogorets Razgrad | 2-1     | 24. jul    |
| Dinamo Tbilisi    | 17     | EB/Streymur        | 6-1     | 23–24. jul |

Noter
- Note 1: Hjemme og udebane byttet rundt i forhold til lodtrækningen.

#### Første kamp
| 16. juli 2013 17:30 |

| Viktoria Plzeň                               | 4–3     | Željezničar                             |
| -------------------------------------------- | ------- | --------------------------------------- |
| Čišovský 63' · Kolář 66', 76' · Rajtoral 81' | Rapport | Tomić 52' · Selimović 78' · Bučan 85' · |

| Stadion města Plzně, Plzeň Tilskuere: 10.381 Dommer: César Muñiz Fernández (Spanien) |

| 16. juli 2013 18:00 |

| BATE Borisov | 0–1     | Shakhter Karagandy  |
| ------------ | ------- | ------------------- |
|              | Rapport | Khizhnichenko 48' · |

| Haradski Stadium, Barysaw Tilskuere: 5.207 Dommer: John Beaton (Skotland) |

| 16. juli 2013 18:00 |

| Dinamo Tbilisi                                                            | 6–1     | EB/Streymur        |
| ------------------------------------------------------------------------- | ------- | ------------------ |
| Ustaritz 40' · Dvali 43' · Grigalashvili 72' · Xisco 75' · Vouho 77', 81' | Rapport | Glišić 42' (sm.) · |

| Dinamo Arena, Tbilisi Tilskuere: 9.425 Dommer: Alan Mario Sant (Malta) |

| 16. juli 2013 19:00 |

| Sheriff Tiraspol      | 1–1     | Sutjeska Nikšić |
| --------------------- | ------- | --------------- |
| Luvannor Henrique 45' | Rapport | Pejović 54' ·   |

| Sheriff Stadium, Tiraspol Tilskuere: 6.153 Dommer: Bülent Yıldırım (Turkey) |

| 16. juli 2013 19:00 |

| Ekranas | 0–1     | FH              |
| ------- | ------- | --------------- |
|         | Rapport | Viðarsson 30' · |

| Aukštaitija Stadium, Panevėžys Tilskuere: 1.753 Dommer: Dag Vidar Hafsås (Norge) |

| 16. juli 2013 19:30 |

| Birkirkara | 0–0     | Maribor |
| ---------- | ------- | ------- |
|            | Rapport |         |

| Ta' Qali National Stadium, Ta' Qali Tilskuere: 1.419 Dommer: Radu Marian Petrescu (Rumænien) |

| 16. juli 2013 19:30 |

| Fola Esch | 0–5     | Dinamo Zagreb                                            |
| --------- | ------- | -------------------------------------------------------- |
|           | Rapport | Soudani 59', 63' · Čop 64' · Ademi 75' · Fernándes 79' · |

| Stade Municipal de la Ville de Differdange, Differdange Tilskuere: 1.489 Dommer: Bobby Madden (Skotland) |

| 16. juli 2013 19:45 |

| Steaua București                                 | 3–0     | Vardar |
| ------------------------------------------------ | ------- | ------ |
| Tănase 12' · Pintilii 21' · Pavlović 45+2' (sm.) | Rapport |        |

| Arena Națională, Bucharest Tilskuere: 36.433 Dommer: Radek Příhoda (Tjekkiet) |

| 17. juli 2013 15:00 |

| Shirak       | 1–1     | Partizan       |
| ------------ | ------- | -------------- |
| Hakobyan 48' | Rapport | Volkov 90+3' · |

| Gyumri City Stadium, Gyumri Tilskuere: 2.860 Dommer: Libor Kovařík (Tjekkiet) |

| 17. juli 2013 17:30 |

| HJK | 0–0     | Nõmme Kalju |
| --- | ------- | ----------- |
|     | Rapport |             |

| Sonera Stadium, Helsinki Tilskuere: 7.011 Dommer: Jovan Kaludjerović (Montenegro) |

| 17. juli 2013 18:00 |

| Neftci Baku | 0–0     | Skënderbeu Korçë |
| ----------- | ------- | ---------------- |
|             | Rapport |                  |

| Bakcell Arena, Baku Tilskuere: 10.200 Dommer: Leontios Trattou (Cypern) |

| 17. juli 2013 19:00 |

| Sligo Rovers | 0–1     | Molde       |
| ------------ | ------- | ----------- |
|              | Rapport | Chima 42' · |

| Showgrounds, Sligo Tilskuere: 3.840 Dommer: Alexandre Boucaut (Belgien) |

| 17. juli 2013 19:00 |

| Elfsborg                                                                                       | 7–1     | Daugava Daugavpils |
| ---------------------------------------------------------------------------------------------- | ------- | ------------------ |
| Rohdén 21', 62' · Sokolovs 48' (sm.) · Nilsson 61' · Bangura 68' · Claesson 89' · Holmén 90+2' | Rapport | Babatunde 78' ·    |

| Borås Arena, Borås Tilskuere: 3.342 Dommer: Carlos del Cerro Grande (Spanien) |

| 17. juli 2013 20:15 |

| The New Saints | 1–3     | Legia Warszawa                                  |
| -------------- | ------- | ----------------------------------------------- |
| Fraughan 11'   | Rapport | Kucharczyk 47' · Saganowski 57' · Kosecki 74' · |

| Racecourse Ground, Wrexham Tilskuere: 2.925 Dommer: Thorvaldur Árnason (Island) |

| 17. juli 2013 20:15 |

| Slovan Bratislava         | 2–1     | Ludogorets Razgrad |
| ------------------------- | ------- | ------------------ |
| Halenár 87', 90+3' (str.) | Rapport | Mäntylä 65' ·      |

| Štadión Pasienky, Bratislava Tilskuere: 8.126 Dommer: Anthony Taylor (England) |

| 17. juli 2013 20:30 |

| Győr | 0–2     | Maccabi Tel Aviv                |
| ---- | ------- | ------------------------------- |
|      | Rapport | Yitzhaki 76' · Alberman 90+3' · |

| ETO Park, Győr Tilskuere: 8.175 Dommer: Markus Hameter (Østrig) |

| 17. juli 2013 20:45 |

| Cliftonville | 0–3     | Celtic                                   |
| ------------ | ------- | ---------------------------------------- |
|              | Rapport | Lustig 25' · Samaras 31' · Forrest 84' · |

| Solitude, Belfast Tilskuere: 5.442 Dommer: Serhiy Boyko (Ukraine) |

#### Returkamp
| 23. juli 2013 15:30 |

| Shakhter Karagandy | 1–0     | BATE Borisov |
| ------------------ | ------- | ------------ |
| Zyankovich 82'     | Rapport |              |

| Shakhtyor Stadium, Karaganda Tilskuere: 18.800 Dommer: Stephan Klossner (Schweiz) |

Shakhter Karagandy vandt 2–0 samlet.
| 23. juli 2013 17:00 |

| Daugava Daugavpils | 0–4     | Elfsborg                                                        |
| ------------------ | ------- | --------------------------------------------------------------- |
|                    | Rapport | Keene 41' · Claesson 61' · Hult 66' · M. Andersson 86' (str.) · |

| Daugava Stadium, Daugavpils Tilskuere: 350 Dommer: Athanasios Giachos (Grækenland) |

Elfsborg vandt 11–1 samlet.
| 23. juli 2013 17:30 |

| Sutjeska Nikšić | 0–5     | Sheriff Tiraspol                                                  |
| --------------- | ------- | ----------------------------------------------------------------- |
|                 | Rapport | Cadú 14' · Ricardinho 47' · Fernando 52', 65' · Scripchenco 86' · |

| Gradski stadion, Nikšić Tilskuere: 5.100 Dommer: Vladimir Kazmenko (Rusland) |

Sheriff Tiraspol vandt 6–1 samlet.
| 23. juli 2013 17:30 |

| Nõmme Kalju                | 2–1     | HJK          |
| -------------------------- | ------- | ------------ |
| Ceesay 28' · Quintieri 35' | Rapport | Savage 64' · |

| Kadriorg Stadium, Tallinn Tilskuere: 4.880 Dommer: Milenko Vukadinović (Serbien) |

Nõmme Kalju vandt 2–1 samlet.
| 23. juli 2013 19:00 |

| Molde                | 2–0     | Sligo Rovers |
| -------------------- | ------- | ------------ |
| Linnes 5' · Coly 78' | Rapport |              |

| Aker Stadion, Molde Tilskuere: 5.765 Dommer: Danilo Grujić (Serbien) |

Molde vandt 3–0 samlet.
| 23. juli 2013 20:00 |

| Skënderbeu Korçë | 1–0     | Neftchi Baku |
| ---------------- | ------- | ------------ |
| Orelesi 116'     | Rapport |              |

| Skënderbeu Stadium, Korçë Tilskuere: 3.500 Dommer: Paweł Gil (Polen) |

Skënderbeu Korçë vandt 1–0 samlet.
| 23. juli 2013 20:00 |

| EB/Streymur   | 1–3     | Dinamo Tbilisi                             |
| ------------- | ------- | ------------------------------------------ |
| Danielsen 27' | Rapport | Xisco 7' (str.) · Dvali 12' · Glišić 84' · |

| Tórsvøllur, Tórshavn Tilskuere: 317 Dommer: Simon Lee Evans (Wales) |

Dinamo Tbilisi vandt 9–2 samlet.
| 23. juli 2013 20:30 |

| Maccabi Tel Aviv          | 2–1     | Győr           |
| ------------------------- | ------- | -------------- |
| Ben Haim 25' · Zahavi 79' | Rapport | Martínez 86' · |

| Bloomfield Stadium, Tel Aviv Tilskuere: 12.732 Dommer: Martin Hansson (Sverige) |

Maccabi Tel Aviv vandt 4–1 samlet.
| 23. juli 2013 20:45 |

| Vardar          | 1–2     | Steaua București                 |
| --------------- | ------- | -------------------------------- |
| Kostovski 45+1' | Rapport | Piovaccari 23' · Bourceanu 72' · |

| Philip II Arena, Skopje Tilskuere: 3.450 Dommer: Oleksandr Derdo (Ukraine) |

Steaua București vandt 5–1 samlet.
| 23. juli 2013 20:45 |

| Celtic                    | 2–0     | Cliftonville |
| ------------------------- | ------- | ------------ |
| Ambrose 16' · Samaras 70' | Rapport |              |

| Celtic Park, Glasgow Tilskuere: 37.097 Dommer: Thorsten Kinhöfer (Tyskland) |

Celtic vandt 5–0 samlet.
| 23. juli 2013 20:45 |

| Dinamo Zagreb       | 1–0     | Fola Esch |
| ------------------- | ------- | --------- |
| Kramarić 78' (str.) | Rapport |           |

| Stadion Maksimir, Zagreb Tilskuere: 8.995 Dommer: Lasha Silagava (Georgien) |

Dinamo Zagreb vandt 6–0 samlet.
| 23. juli 2013 21:00 |

| Željezničar | 1–2     | Viktoria Plzeň             |
| ----------- | ------- | -------------------------- |
| Jamak 45'   | Rapport | Wágner 5' · Petržela 30' · |

| Asim Ferhatović Hase Stadium, Sarajevo Tilskuere: 15.000 Dommer: João Capela (Portugal) |

Viktoria Plzeň vandt 6–4 samlet.
| 23. juli 2013 21:15 |

| FH                               | 2–1     | Ekranas                |
| -------------------------------- | ------- | ---------------------- |
| Sverrisson 38' · Björnsson 90+2' | Rapport | Buinickij 26' (str.) · |

| Kaplakriki, Hafnarfjörður Tilskuere: 1.623 Dommer: Ivan Kružliak (Slovakiet) |

FH vandt 3–1 samlet.
| 24. juli 2013 19:30 |

| Ludogorets Razgrad                | 3–0     | Slovan Bratislava |
| --------------------------------- | ------- | ----------------- |
| Stoyanov 3' · Dani Abalo 12', 78' | Rapport |                   |

| Ludogorets Arena, Razgrad Tilskuere: 3.890 Dommer: Mauro Bergonzi (Italien) |

Ludogorets Razgrad vandt 4–2 samlet.
| 24. juli 2013 20:00 |

| Maribor                    | 2–0     | Birkirkara |
| -------------------------- | ------- | ---------- |
| Cvijanović 28' · Viler 47' | Rapport |            |

| Ljudski vrt, Maribor Tilskuere: 9.036 Dommer: Andris Treimanis (Letland) |

Maribor vandt 2–0 samlet.
| 24. juli 2013 20:45 |

| Legia Warszawa  | 1–0     | The New Saints |
| --------------- | ------- | -------------- |
| Dvalishvili 53' | Rapport |                |

| Stadion Wojska Polskiego, Warszawa Tilskuere: 11,712 Dommer: Bardhyl Pashaj (Albania) |

Legia Warszawa vandt 4–1 samlet.
| 24. juli 2013 20:45 |

| Partizan | 0–0     | Shirak |
| -------- | ------- | ------ |
|          | Rapport |        |

| Partizan Stadium, Beograd Tilskuere: 15.742 Dommer: Ioannis Anastasiou (Cypern) |

1–1 samlet. Partizan vandt på udebanemål.

## Tredje kvalifikationsrunde

### Seedning
Tredive hold spillede i tredje kvalifikationsrunde:
- Mestervejen: tre hold trådte ind i turneringen på dette tidspunkt, og 17 hold vandt i anden kvalifikationsrunde.
- League Route: ti hold trådte ind i turneringen på dette tidspunkt.

Lodtrækningen fandt sted den 19. juli 2013.
| Mestervejen                                                   | Mestervejen                                                                     | Mestervejen                                                                     | Mestervejen                                                              | Ligavejen                                                             | Ligavejen                                                        |
| Gruppe 1                                                      | Gruppe 1                                                                        | Gruppe 2                                                                        | Gruppe 2                                                                 | Ligavejen                                                             | Ligavejen                                                        |
| Seedet                                                        | Useedet                                                                         | Seedet                                                                          | Useedet                                                                  | Seedet                                                                | Useedet                                                          |
| ------------------------------------------------------------- | ------------------------------------------------------------------------------- | ------------------------------------------------------------------------------- | ------------------------------------------------------------------------ | --------------------------------------------------------------------- | ---------------------------------------------------------------- |
| Basel Steaua București[†] APOEL Partizan[†] Legia Warszawa[†] | Maribor[†] Ludogorets Razgrad[†] Maccabi Tel Aviv[†] Molde[†] Dinamo Tbilisi[†] | Shakhter Karagandy[†] Celtic[†] Viktoria Plzeň[†] Dinamo Zagreb[†] Austria Wien | Sheriff Tiraspol[†] Elfsborg[†] Nõmme Kalju[†] FH[†] Skënderbeu Korçë[†] | Lyon Zenit Saint Petersburg PSV Eindhoven Metalist Kharkiv Fenerbahçe | PAOK Red Bull Salzburg FC Nordsjælland Grasshopper Zulte Waregem |

Noter
1. † Vinderne af anden kvalifikationsrunde, hvis identitet ikke var kendt da lodtrækningen fandt sted. Hold i kursiv slog et hold med en højere koefficient i anden kvalifikationsrunde, og tog derfor koefficienten for deres modstandere i lodtrækningen til tredje kvalifikationsrunde.

| Hold 1             | Samlet      | Hold 2                 | 1. kamp     | 2. kamp     |             |
| Mestervejen        | Mestervejen | Mestervejen            | Mestervejen | Mestervejen | Mestervejen |
| ------------------ | ----------- | ---------------------- | ----------- | ----------- | ----------- |
| Basel              | 4–3         | Maccabi Tel Aviv       | 1–0         | 3–3         |             |
| Molde              | 1–1 (a)     | Legia Warszawa         | 1–1         | 0–0         |             |
| Ludogorets Razgrad | 3–1         | Partizan               | 2–1         | 1–0         |             |
| Dinamo Tbilisi     | 1–3         | Steaua București       | 0–2         | 1–1         |             |
| APOEL              | 1–1 (a)     | Maribor                | 1–1         | 0–0         |             |
| Celtic             | 1–0         | Elfsborg               | 1–0         | 0–0         |             |
| Shakhter Karagandy | 5–3         | Skënderbeu Korçë       | 3–0         | 2–3         |             |
| Austria Wien       | 1–0         | FH                     | 1–0         | 0–0         |             |
| Nõmme Kalju        | 2–10        | Viktoria Plzeň         | 0–4         | 2–6         |             |
| Dinamo Zagreb      | 4–0         | Sheriff Tiraspol       | 1–0         | 3–0         |             |
| Ligavejen          |             |                        |             |             |             |
| Nordsjælland       | 0–6         | Zenit Sankt Petersborg | 0–1         | 0–5         |             |
| Red Bull Salzburg  | 2–4         | Fenerbahçe             | 1–1         | 1–3         |             |
| PAOK               | 1–3         | Metalist Kharkiv       | 0–2         | 1–1         |             |
| PSV Eindhoven      | 5–0         | Zulte Waregem          | 2–0         | 3–0         |             |
| Lyon               | 2–0         | Grasshopper            | 1–0         | 1–0         |             |

#### Første kamp
| 30. juli 2013 15:00 |

| Shakhter Karagandy                            | 3–0     | Skënderbeu Korçë |
| --------------------------------------------- | ------- | ---------------- |
| Ðidić 8' · Murtazayev 79' · Khizhnichenko 90' | Rapport |                  |

| Astana Arena, Astana Tilskuere: 21.800 Dommer: Aleksei Nikolaev (Rusland) |

| 30. juli 2013 18:00 |

| Dinamo Tbilisi | 0–2     | Steaua București |
| -------------- | ------- | ---------------- |
|                | Rapport | Iancu 64', 80' · |

| Dinamo Arena, Tbilisi Tilskuere: 20.728 Dommer: Robert Schörgenhofer (Østrig) |

| 30. juli 2013 18:00 |

| Austria Wien | 1–0     | FH |
| ------------ | ------- | -- |
| Royer 25'    | Rapport |    |

| Generali Arena, Wien Tilskuere: 8.075 Dommer: Bobby Madden (Skotland) |

| 30. juli 2013 18:00 |

| Nõmme Kalju | 0–4     | Viktoria Plzeň                        |
| ----------- | ------- | ------------------------------------- |
|             | Rapport | Čišovský 2', 51', 90+2' · Ďuriš 77' · |

| Lilleküla Stadium, Tallinn Tilskuere: 4.220 Dommer: Andre Marriner (England) |

| 30. juli 2013 19:00 |

| Basel       | 1–0     | Maccabi Tel Aviv |
| ----------- | ------- | ---------------- |
| Stocker 39' | Rapport |                  |

| St. Jakob-Park, Basel Tilskuere: 12.353 Dommer: Szymon Marciniak (Polen) |

| 30. juli 2013 19:00 |

| Nordsjælland | 0–1     | Zenit Sankt Petersborg |
| ------------ | ------- | ---------------------- |
|              | Rapport | Kerzhakov 49' ·        |

| Farum Park, Farum Tilskuere: 5.417 Dommer: Alon Yefet (Israel) |

| 30. juli 2013 20:00 |

| PAOK | 0–2     | Metalist Kharkiv        |
| ---- | ------- | ----------------------- |
|      | Rapport | Dević 43' (str.), 72' · |

| Toumba Stadium, Thessaloniki Tilskuere: 200 Dommer: Pol van Boekel (Holland) |

| 30. juli 2013 20:45 |

| Dinamo Zagreb | 1–0     | Sheriff Tiraspol |
| ------------- | ------- | ---------------- |
| Rukavina 89'  | Rapport |                  |

| Stadion Maksimir, Zagreb Tilskuere: 10.347 Dommer: Carlos Clos Gómez (Spanien) |

| 30. juli 2013 20:45 |

| PSV Eindhoven           | 2–0     | Zulte Waregem |
| ----------------------- | ------- | ------------- |
| Depay 61' · Locadia 75' | Rapport |               |

| Philips Stadion, Eindhoven Tilskuere: 35.000 Dommer: Luca Banti (Italien) |

| 30. juli 2013 21:00 |

| Lyon        | 1–0     | Grasshopper |
| ----------- | ------- | ----------- |
| Biševac 64' | Rapport |             |

| Stade de Gerland, Lyon Tilskuere: 27.331 Dommer: Hüseyin Göçek (Tyrkiet) |

| 31. juli 2013 19:00 |

| Molde     | 1–1     | Legia Warszawa    |
| --------- | ------- | ----------------- |
| Chima 29' | Rapport | Dvalishvili 68' · |

| Aker Stadion, Molde Tilskuere: 6.063 Dommer: Anastassios Kakos (Grækenland) |

| 31. juli 2013 19:00 |

| APOEL         | 1–1     | Maribor       |
| ------------- | ------- | ------------- |
| Gonçalves 21' | Rapport | Tavares 64' · |

| GSP Stadium, Nicosia Tilskuere: 17.387 Dommer: Serhiy Boyko (Ukraine) |

| 31. juli 2013 19:30 |

| Ludogorets Razgrad               | 2–1     | Partizan       |
| -------------------------------- | ------- | -------------- |
| Marcelinho 54' · Aleksandrov 65' | Rapport | Marković 49' · |

| Ludogorets Arena, Razgrad Tilskuere: 7.000 Dommer: Michael Koukoulakis (Grækenland) |

| 31. juli 2013 20:30 |

| Red Bull Salzburg | 1–1     | Fenerbahçe              |
| ----------------- | ------- | ----------------------- |
| Alan 68'          | Rapport | Cristian 90+5' (str.) · |

| Red Bull Arena, Salzburg Tilskuere: 28.640 Dommer: Duarte Gomes (Portugal) |

| 31. juli 2013 20:45 |

| Celtic      | 1–0     | Elfsborg |
| ----------- | ------- | -------- |
| Commons 76' | Rapport |          |

| Celtic Park, Glasgow Tilskuere: 38.546 Dommer: Manuel De Sousa (Portugal) |

#### Returkamp
| 6. august 2013 19:00 |

| Maccabi Tel Aviv                        | 3–3     | Basel                                    |
| --------------------------------------- | ------- | ---------------------------------------- |
| Schär 34' (sm.) · Zahavi 37' · Radi 55' | Rapport | Schär 5' (str.) · Salah 21' · Díaz 32' · |

| Bloomfield Stadium, Tel Aviv Tilskuere: 13.100 Dommer: Clément Turpin (Frankrig) |

Basel vandt 4–3 samlet.
| 6. august 2013 19:45 |

| Steaua București | 1–1     | Dinamo Tbilisi |
| ---------------- | ------- | -------------- |
| Latovlevici 6'   | Rapport | Ustaritz 48' · |

| Arena Națională, Bukarest Tilskuere: 37.249 Dommer: Kristinn Jakobsson (Island) |

Steaua București vandt 3–1 samlet.
| 6. august 2013 20:00 |

| Maribor | 0–0     | APOEL |
| ------- | ------- | ----- |
|         | Rapport |       |

| Ljudski vrt, Maribor Tilskuere: 12.100 Dommer: Aleksei Kulbakov (Hviderusland) |

1–1 samlet. Maribor vandt på udebanemål
| 6. august 2013 20:00 |

| Skënderbeu Korçë                          | 3–2     | Shakhter Karagandy                  |
| ----------------------------------------- | ------- | ----------------------------------- |
| Tomić 9' · Shkëmbi 20' (str.), 29' (str.) | Rapport | Khizhnichenko 38' · Baizhanov 67' · |

| Qemal Stafa Stadium, Tirana Tilskuere: 2.500 Dommer: Ivan Kružliak (Slovakiet) |

Shakhter Karagandy vandt 5–3 samlet.
| 6. august 2013 20:45 |

| Partizan | 0–1     | Ludogorets Razgrad     |
| -------- | ------- | ---------------------- |
|          | Rapport | Zlatinski 88' (str.) · |

| Partizan Stadium, Beograd Tilskuere: 22.312 Dommer: Alan Kelly (Irland) |

Ludogorets Razgrad vandt 3–1 samlet.
| 6. august 2013 20:45 |

| Fenerbahçe                       | 3–1     | Red Bull Salzburg |
| -------------------------------- | ------- | ----------------- |
| Meireles 8' · Sow 17' · Webó 34' | Rapport | Soriano 4' ·      |

| Şükrü Saracoğlu, Istanbul Tilskuere: 32.669 Dommer: Paweł Gil (Polen) |

Fenerbahçe vandt 4–2 samlet.
| 6. august 2013 21:00 |

| Grasshopper | 0–1     | Lyon          |
| ----------- | ------- | ------------- |
|             | Rapport | Grenier 82' · |

| Letzigrund, Zürich Tilskuere: 9.500 Dommer: Antonio Mateu Lahoz (Spanien) |

Lyon vandt 2–0 samlet.
| 7. august 2013 18:00 |

| FH | 0–0     | Austria Wien |
| -- | ------- | ------------ |
|    | Rapport |              |

| Kaplakriki, Hafnarfjörður Tilskuere: 2.647 Dommer: Nikolay Yordanov (Bulgarien) |

Austria Wien vandt 1–0 samlet.
| 7. august 2013 18:00 |

| Zenit Sankt Petersborg                                    | 5–0     | Nordsjælland |
| --------------------------------------------------------- | ------- | ------------ |
| Shirokov 26', 90+3' · Hulk 50' · Danny 62' · Arshavin 68' | Rapport |              |

| Petrovsky Stadium, Sankt Petersborg Tilskuere: 20.072 Dommer: Serge Gumienny (Belgien) |

Zenit Sankt Petersborg vandt 6–0 samlet.
| 7. august 2013 19:00 |

| Sheriff Tiraspol | 0–3     | Dinamo Zagreb                           |
| ---------------- | ------- | --------------------------------------- |
|                  | Rapport | Fernándes 10' · Soudani 27' · Čop 61' · |

| Sheriff Stadium, Tiraspol Tilskuere: 10.234 Dommer: Danny Makkelie (Holland) |

Dinamo Zagreb vandt 4–0 samlet.
| 7. august 2013 19:00 |

| Metalist Kharkiv | 1–1     | PAOK        |
| ---------------- | ------- | ----------- |
| Blanco 72'       | Rapport | Necid 83' · |

| Metalist Stadium, Kharkiv Tilskuere: 39.286 Dommer: Florian Meyer (Tyskland) |

Metalist Kharkiv vandt 3–1 samlet.
| 7. august 2013 19:45 |

| Elfsborg | 0–0     | Celtic |
| -------- | ------- | ------ |
|          | Rapport |        |

| Borås Arena, Borås Tilskuere: 9.040 Dommer: Vladislav Bezborodov (Rusland) |

Celtic vandt 1–0 samlet.
| 7. august 2013 20:15 |

| Viktoria Plzeň                                                    | 6–2     | Nõmme Kalju          |
| ----------------------------------------------------------------- | ------- | -------------------- |
| Horváth 20' (str.), 44', 62' · Tecl 58' · Hořava 71' · Wágner 82' | Rapport | Quintieri 10', 69' · |

| Doosan Arena, Plzeň Tilskuere: 9.482 Dommer: Stefan Johannesson (Sverige) |

Viktoria Plzeň vandt 10–2 samlet.
| 7. august 2013 20:45 |

| Legia Warszawa | 0–0     | Molde |
| -------------- | ------- | ----- |
|                | Rapport |       |

| Pepsi Arena, Warszawa Tilskuere: 23.379 Dommer: Alexandru Tudor (Rumænien) |

1–1 samlet. Legia Warszawa vandt på udebanemål
| 7. august 2013 20:45 |

| Zulte Waregem | 0–3     | PSV Eindhoven                                        |
| ------------- | ------- | ---------------------------------------------------- |
|               | Rapport | Matavž 56' (str.) · Bakkali 73' · Godeau 90' (sm.) · |

| Constant Vanden Stock Stadium, Anderlecht Tilskuere: 6.189 Dommer: Felix Zwayer (Tyskland) |

PSV Eindhoven vandt 5–0 samlet.
 

## Playoff-runde

### Seedning
Tyve hold var med i playoff-runden:
- Mestervejen: de ti vindere af Mestervejen i trede kvalifikationsrunde.
- Ligavejen: fem hold der træder ind i turneringen her, samt de fem vindere fra tredje kvalifikationsrunde.

Lodtrækningen blev foretaget den 9. august 2013.
| Mestervejen                                                | Mestervejen                                                               | Ligavejen                                            | Ligavejen                                                                    |
| Seedet                                                     | Useedet                                                                   | Seedet                                               | Useedet                                                                      |
| ---------------------------------------------------------- | ------------------------------------------------------------------------- | ---------------------------------------------------- | ---------------------------------------------------------------------------- |
| Basel Celtic Steaua București Viktoria Plzeň Dinamo Zagreb | Austria Wien Legia Warszawa Maribor Ludogorets Razgrad Shakhter Karagandy | Arsenal Lyon Milan Schalke 04 Zenit Sankt Petersborg | PSV Eindhoven Metalist Kharkiv[B] Fenerbahçe Real Sociedad Paços de Ferreira |

### Kampe
De første kampe blev spillet den 20. og 21. august, og returkampene blev spillet den 27. og 28. august 2013.
| Hold 1             | Samlet      | Hold 2                 | 1. kamp     | 2. kamp     |             |
| Mestervejen        | Mestervejen | Mestervejen            | Mestervejen | Mestervejen | Mestervejen |
| ------------------ | ----------- | ---------------------- | ----------- | ----------- | ----------- |
| Dinamo Zagreb      | 3–4         | Austria Wien           | 0–2         | 3–2         |             |
| Ludogorets Razgrad | 2–6         | Basel                  | 2–4         | 0–2         |             |
| Viktoria Plzeň     | 4–1         | Maribor                | 3–1         | 1–0         |             |
| Shakhter Karagandy | 2–3         | Celtic                 | 2–0         | 0–3         |             |
| Steaua București   | 3–3 (a)     | Legia Warszawa         | 1–1         | 2–2         |             |
| Ligavejen          |             |                        |             |             |             |
| Lyon               | 0–4         | Real Sociedad          | 0–2         | 0–2         |             |
| Schalke 04         | 4–3         | PAOK[B]                | 1–1         | 3–2         |             |
| Paços de Ferreira  | 3–8         | Zenit Sankt Petersborg | 1–4         | 2–4         |             |
| PSV Eindhoven      | 1–4         | Milan                  | 1–1         | 0–3         |             |
| Fenerbahçe         | 0–5         | Arsenal                | 0–3         | 0–2         |             |

Noter
1. ^ a b Den 14. August 2013 blev Metalist Kharkov diskvalificeret fra UEFA klubturneringer i 2013-14 på grund af tidligere matchfixing.[4] UEFA besluttede at erstatte Metalist Kharkov I Champions League playoff-runden med PAOK, der blev elimineret af Metalist Kharkov i tredje kvalifikationsrunde. [5] Metalist lavede to hurtige anmodninger til Court of Arbitration for Sport for midlertidigt at blive genindsat i turneringen indtil en endelig beslutning forelå, men begge anmodninger blev afvist. [6][7][8][9][10][11] Den 28. August 2013 stadfæstede CAS den diskvalificering UEFA havde givet.[12][13]

#### Første kamp
| 20. august 2013 17:00 |

| Shakhter Karagandy                  | 2–0     | Celtic |
| ----------------------------------- | ------- | ------ |
| Finonchenko 12' · Khizhnichenko 77' | Rapport |        |

| Astana Arena, Astana Tilskuere: 29.950 Dommer: Pavel Královec (Tjekkiet) |

| 20. august 2013 20:45 |

| Viktoria Plzeň                       | 3–1     | Maribor     |
| ------------------------------------ | ------- | ----------- |
| Čišovský 8' · Darida 58' · Ďuriš 89' | Rapport | Mejač 66' · |

| Doosan Arena, Plzeň Tilskuere: 11.158 Dommer: Olegário Benquerença (Portugal) |

| 20. august 2013 20:45 |

| Lyon | 0–2     | Real Sociedad                   |
| ---- | ------- | ------------------------------- |
|      | Rapport | Griezmann 17' · Seferović 50' · |

| Stade de Gerland, Lyon Tilskuere: 38,156 Dommer: Milorad Mažić (Serbien) |

| 20. august 2013 20:45 |

| Paços de Ferreira | 1–4     | Zenit Sankt Petersborg                     |
| ----------------- | ------- | ------------------------------------------ |
| Leão 58'          | Rapport | Shirokov 27', 60', 90' · Degra 85' (sm.) · |

| Estádio do Dragão, Porto Tilskuere: 4.466 Dommer: Martin Atkinson (England) |

| 20. august 2013 20:45 |

| PSV Eindhoven | 1–1     | Milan             |
| ------------- | ------- | ----------------- |
| Matavž 60'    | Rapport | El Shaarawy 15' · |

| Philips Stadion, Eindhoven Tilskuere: 35.000 Dommer: Cüneyt Çakır (Tyrkiet) |

| 21. august 2013 20:45 |

| Dinamo Zagreb | 0–2     | Austria Wien                 |
| ------------- | ------- | ---------------------------- |
|               | Rapport | Leovac 68' · Stanković 75' · |

| Stadion Maksimir, Zagreb Tilskuere: 21.729 Dommer: Howard Webb (England) |

| 21. august 2013 20:45 |

| Ludogorets Razgrad               | 2–4     | Basel                                         |
| -------------------------------- | ------- | --------------------------------------------- |
| Marcelinho 23' · I. Stoyanov 50' | Rapport | Salah 12', 59' · Sio 64' · Schär 84' (str.) · |

| Vasil Levski National Stadium, Sofia Tilskuere: 11.927 Dommer: Wolfgang Stark (Tyskland) |

| 21. august 2013 20:45 |

| Steaua București | 1–1     | Legia Warszawa |
| ---------------- | ------- | -------------- |
| Piovaccari 34'   | Rapport | Kosecki 53' ·  |

| Arena Națională, Bukarest Tilskuere: 50.655 Dommer: Nicola Rizzoli (Italien) |

| 21. august 2013 20:45 |

| Schalke 04 | 1–1     | PAOK        |
| ---------- | ------- | ----------- |
| Farfán 32' | Rapport | Stoch 73' · |

| Veltins-Arena, Gelsenkirchen Tilskuere: 52.444 Dommer: Stéphane Lannoy (Frankrig) |

| 21. august 2013 20:45 |

| Fenerbahçe | 0–3     | Arsenal                                      |
| ---------- | ------- | -------------------------------------------- |
|            | Rapport | Gibbs 51' · Ramsey 64' · Giroud 77' (str.) · |

| Şükrü Saracoğlu, Istanbul Tilskuere: 40.375 Dommer: Gianluca Rocchi (Italien) |

#### Returkamp
| 27. august 2013 20:45 |

| Austria Wien           | 2–3     | Dinamo Zagreb                                |
| ---------------------- | ------- | -------------------------------------------- |
| Mader 5' · Kienast 82' | Rapport | Brozović 34' · Fernándes 43' · Bećiraj 70' · |

| Generali Arena, Wien Tilskuere: 10.500 Dommer: Paolo Tagliavento (Italien) |

Austria Wien vandt 4–3 samlet.
| 27. august 2013 20:45 |

| Basel                   | 2–0     | Ludogorets Razgrad |
| ----------------------- | ------- | ------------------ |
| Frei 11' · P. Degen 79' | Rapport |                    |

| St. Jakob-Park, Basel Tilskuere: 15.733 Dommer: William Collum (Skotland) |

Basel vandt 6–2 samlet.
| 27. august 2013 20:45 |

| Legia Warszawa                 | 2–2     | Steaua București             |
| ------------------------------ | ------- | ---------------------------- |
| Radović 27' · Rzeźniczak 90+4' | Rapport | Stanciu 7' · Piovaccari 9' · |

| Pepsi Arena, Warszawa Tilskuere: 21.514 Dommer: Pedro Proença (Portugal) |

3–3 samlet. Steaua București vandt på udebanemål.
| 27. august 2013 20:45 |

| PAOK                               | 2–3     | Schalke 04                      |
| ---------------------------------- | ------- | ------------------------------- |
| Athanasiadis 53' · Katsouranis 79' | Rapport | Szalai 43', 90' · Draxler 67' · |

| Toumba Stadium, Thessaloniki Tilskuere: 350 Dommer: Björn Kuipers (Holland) |

Schalke 04 vandt 4–3 samlet.
| 27. august 2013 20:45 |

| Arsenal         | 2–0     | Fenerbahçe |
| --------------- | ------- | ---------- |
| Ramsey 25', 72' | Rapport |            |

| Emirates Stadium, London Tilskuere: 56.271 Dommer: Carlos Velasco Carballo (Spanien) |

Arsenal vandt 5–0 samlet.
| 28. august 2013 18:00 |

| Zenit Sankt Petersborg                              | 4–2     | Paços de Ferreira              |
| --------------------------------------------------- | ------- | ------------------------------ |
| Danny 29', 48' · Bukharov 66' · Arshavin 78' (str.) | Rapport | Manuel José 67' · Carlão 83' · |

| Petrovsky Stadium, Sankt Petersborg Tilskuere: 19.976 Dommer: Alberto Undiano Mallenco (Spanien) |

Zenit Sankt Petersborg vandt 8–3 samlet.
| 28. august 2013 20:45 |

| Maribor | 0–1     | Viktoria Plzeň |
| ------- | ------- | -------------- |
|         | Rapport | Tecl 3' ·      |

| Ljudski vrt, Maribor Tilskuere: 12.306 Dommer: Felix Brych (Tyskland) |

Viktoria Plzeň vandt 4–1 samlet.
| 28. august 2013 20:45 |

| Celtic                                      | 3–0     | Shakhter Karagandy |
| ------------------------------------------- | ------- | ------------------ |
| Commons 45+1' · Samaras 48' · Forrest 90+2' | Rapport |                    |

| Celtic Park, Glasgow Tilskuere: 50.063 Dommer: Svein Oddvar Moen (Norge) |

Celtic vandt 3–2 samlet.
| 28. august 2013 20:45 |

| Real Sociedad   | 2–0     | Lyon |
| --------------- | ------- | ---- |
| Vela 67', 90+1' | Rapport |      |

| Anoeta, San Sebastián Tilskuere: 28.955 Dommer: Damir Skomina (Slovenien) |

Real Sociedad vandt 4–0 samlet.
| 28. august 2013 20:45 |

| Milan                           | 3–0     | PSV Eindhoven |
| ------------------------------- | ------- | ------------- |
| Boateng 9', 77' · Balotelli 55' | Rapport |               |

| San Siro, Milano Tilskuere: 51.598 Dommer: Mark Clattenburg (England) |

Milan vandt 4–1 samlet.